# Ghatakanur, Ramdurg
Ghatakanur là một làng thuộc tehsil Ramdurg, huyện Belgaum, bang Karnataka, Ấn Độ.